# Područna nogometna liga NSP Karlovac 2. razred 1968./69.
| Mj. | Klub                  | Sus. | Pobj. | Ner. | Por. | GR.   | Bod. |
| --- | --------------------- | ---- | ----- | ---- | ---- | ----- | ---- |
| 1.  | NK Duga Resa          | 10   | 8     | 0    | 2    | 37:20 | 16   |
| 2.  | NK Jaska Jastrebarsko | 10   | 7     | 1    | 2    | 42:14 | 15   |
| 3.  | NK Mrežnica Zvečaj    | 10   | 5     | 1    | 4    | 19:25 | 11   |
| 4.  | NK Kamensko           | 10   | 3     | 3    | 4    | 25:27 | 9    |
| 5.  | NK Omladinac Draganić | 10   | 2     | 1    | 7    | 13:35 | 5    |
| 6.  | NK Kupa Donje Mekušje | 10   | 1     | 2    | 7    | 15:30 | 4    |